# Прапор Солотвина (смт)
Пра́пор Солотвина — офіційний символ селища Солотвин Івано-Франківського району Івано-Франківської області. Затверджений 28 травня 2004 року сесією Солотвинської селищної ради. 
Автор проекту — А. Гречило.

## Опис
Квадратне синє полотнище, на якому три білі соляні топки в один ряд, а під ними — дві жовті бочки. 

## Зміст
Основою для сучасних символів став сюжет із печаток містечка з кінця ХVІІІ ст. Топки і бочки вказують на назву поселення та поширені тут солеварні промисли.